# ゼンタの戦い
ゼンタの戦い（英：Battle of Zenta, ハンガリー語: Zentai csata, ドイツ語: Schlacht bei Zenta, またはセンタの戦い：Battle of Senta）は、1697年9月11日に現セルビアに位置するセンタ（ゼンタ）近郊、ティサ川東岸で行われた神聖ローマ帝国・ハンガリー王国からなる神聖同盟軍とオスマン帝国軍との間で戦われた戦闘である。大トルコ戦争の主要な戦闘でありオスマン帝国史における決定的敗北のひとつであり、この戦いの2年後の1699年にカルロヴィッツ条約が結ばれ、オスマン帝国は初めてヨーロッパ人に領土を割譲した。

## 経過
ヨーロッパ方面で続いていた大同盟戦争の北イタリア戦線で立ち往生していたオーストリア軍が、1696年にフランスからサヴォイアが秘密条約を結んで離反すると共に解放されたことで、1697年にオーストリアは大トルコ戦争への増強が可能となった。ドナウ川流域はザクセン選帝侯フリードリヒ・アウグスト1世が受け持っていたが、戦下手で従軍した将軍達からの評判が悪かったため、神聖ローマ皇帝レオポルト1世に側近のリュディガー・フォン・シュターレンベルクとドナウ川戦線で戦闘経験があったバーデン辺境伯ルートヴィヒ・ヴィルヘルムがプリンツ・オイゲンを推薦、オイゲンはイタリアからドナウ川戦線へ派遣され、フリードリヒ・アウグスト1世はオーストリアの支援でポーランド王に即位した。
オイゲンはグイード・フォン・シュターレンベルクとシャルル・フランソワ・ド・ロレーヌらを従え7月にドナウ川沿岸のペーターヴァルダインに到着、膠着状態になったが、8月19日にスルタン・ムスタファ2世が軍を率いてベオグラードから北上、ドナウ川を渡りペーターヴァルダインを落とす構えを見せると、オイゲンはティサ川に沿って北上してゼンタへ退去した。兵力は劣勢であるため、北ハンガリーで起きた反乱鎮圧に向かったシャルル・トマ・ド・ロレーヌの部隊と合流する狙いがあった。
オスマン帝国軍はペーターヴァルダインを包囲したが、オイゲンがハンガリーとトランシルヴァニアの援軍を得て戻ると反撃を恐れ北へ撤退、同盟軍の追撃を避ける為ティサ川を渡り東のトランシルヴァニアへ進軍しようとした。オイゲンは北上中のオスマン帝国軍を捕捉すると、帝国の将軍を捕らえ敵軍が渡河途中であることを知り、9月11日午前9時に騎兵の先遣隊が戦闘を開始した。オスマン軍はムスタファ2世と輜重隊・大砲部隊と騎兵部隊の大部分がティサ川に架けた舟橋を渡り東岸へ移っていたが、残りの大砲と歩兵部隊・騎兵部隊の一部は西岸に止まっていた。オイゲンはこの機を逃さず強行軍で夕方にゼンタを見下ろす高地に到着、軍を率いて高地から駆け下りて急襲した。
ティサ川西岸はオスマン軍が半円状の陣地を構築、土塁と塹壕の内側に車を繋いだ陣と大砲で守備を固めていた。これに対してオイゲンも自軍を半円状に広げ、左翼のシュターレンベルク指揮下の騎兵隊と歩兵隊に敵陣を北側から突破させ、オスマン軍が慌ててティサ川を渡り手薄になった北の突破口を拡大させた。更に左翼の一部はティサ川を流れ舟橋付近の浅瀬からオスマン軍の背後を急襲、中央と右翼も混乱に乗じて陣地の防衛線を破り、オスマン軍の意表をついてこれを壊滅、2時間で勝敗は決した。舟橋を渡る途中のオスマン軍は恐慌状態に駆られ、オスマン宰相エルマス・メフメト・パシャはオスマン軍の兵士に暗殺された。ムスタファ2世は襲撃前に橋を渡っていたため無事だったが、オスマン軍は戦死者2万人、溺死者も1万人の大損害を受けて反撃不能となっていた。
戦いは、オーストリアの驚くべき勝利であった。500人の犠牲で30,000人を撃破し、87の大砲、スルタンのハーレム・宝箱と国章を奪い取った。主だったトルコ軍は散り散りになりティミショアラへ敗走、オーストリア人はボスニアでの完全な行動の自由を得、サラエヴォには火が放たれた。戦後両軍は和平に向けて動き出し、長期的な交渉が重ねられ1699年にカルロヴィッツ条約が締結されることになる。

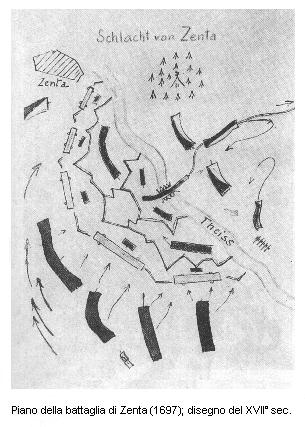
戦闘図（17世紀頃の画）

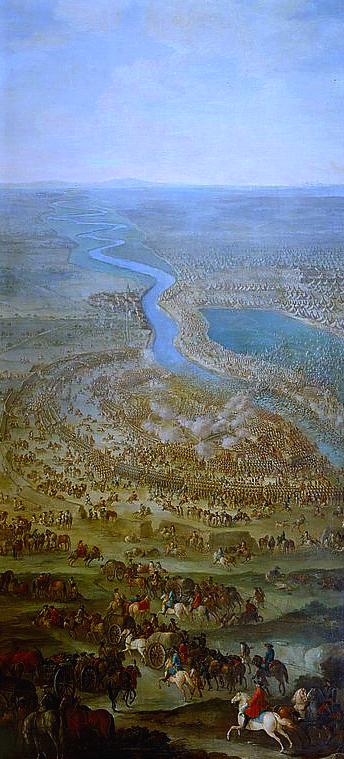
ゼンタの戦い